# Thelepus branchiatus
Thelepus branchiatus är en ringmaskart som beskrevs av Treadwell 1906. Thelepus branchiatus ingår i släktet Thelepus och familjen Terebellidae. Inga underarter finns listade i Catalogue of Life.